# 15918 Терелуція
15918 Терелуція (15918 Thereluzia) — астероїд головного поясу, відкритий 27 жовтня 1997 року.
Тіссеранів параметр щодо Юпітера — 3,607.